# När löven faller
När löven faller, skriven av Carola Häggkvist (text) och Ingemar Åberg (musik), är en ballad. Carola Häggkvist sökte in till den svenska Melodifestivalen 2003 med denna sång, och kom med. Men hon ville inte sjunga den själv då, och sången kom inte att framföras under tävlingen eftersom reglerna säger att personen som sjunger på inskickad demo även måste gå med på att sjunga bidraget i festivalen.
Den 11 maj 2003 gick sången in på Svensktoppen, på åttonde plats . Förstaplatsen nåddes aldrig, utan placerade sig där som bäst på tredje plats. Den 9 november 2003  var melodin utslagen från Svensktoppen efter 26 omgångar .
Carola framförde sången första gången den 9 mars 2003 i TV-programmet Söndagsöppet.

## Publicerad i
- Ung psalm 2006 som nummer 255 under rubriken "Håll om mig – tårar, tröst och vila".[4]

### Fotnoter
1. ↑  Svensktoppen - 11 maj 2003
2. ↑  Svensktoppen - 9 november 2003
3. ↑  Svensktoppen - 2 november 2003
4. ↑  Braw, Anna; Åke Olson, Anna Stenlund (2006). Ung psalm. Örebro: Libris förlag. Libris 10147865. ISBN 91-7195-582-8